# ایسترشیم
ایسترشیم (به آلمانی: Aistersheim) یک سکونتگاه مسکونی در اتریش است که در Grieskirchen District واقع شده‌است.

## خصوصیات
ایسترشیم ۱۱٫۱۲ کیلومترمربع مساحت دارد ۴۳۷ متر بالاتر از سطح دریا واقع شده‌است.